# Szkoła malikicka
Szkoła malikicka (arab. ٱلْمَالِكِيَّة al-malikiyya) –  jedna  z czterech głównych sunnickich szkół prawa muzułmańskiego. 
Jej eponimicznym założycielem był Malik ibn Anas (zm. 795), wybitny uczony z Medyny, którego dzieło Al-Muwatta (Udeptana ścieżka) uchodzi za jedno z najważniejszych i najwcześniejszych kompendiów prawnych w historii islamu.  Jego pierwszym kontynuatorem był Sahnun ibn Sa'id ibn Habib at-Tanuchi (zm. 854), który był współautorem Al-Mudawwany (Zestawienia), wraz z Ibn Kasimem. Dzieło to składa się z notatek dokonanych podczas nauki z Malikiem ibn Anasem. Obydwa dzieła stały się podstawą nauczania szkoły.   

## Podstawy prawne szkoły malikickiej
Według malikitów głównym źródłem prawa jest tzw. Nass, czyli wszystko co spisane, a więc: 
- Koran – najważniejsze źródło prawa, które jest objawieniem Boga.
- Hadisy – przekazy o życiu proroka Mahometa, które są podstawą wielu orzeczeń prawnych. Są traktowane równoprawnie z Koranem
- Amal - Praktyki i zwyczaje mieszkańców Medyny[3]
- idżma ahl al-madina - zgoda społeczności medyńskiej
- Istislah (dobro publiczne) – interes i dobrobyt islamu i muzułmanów. [4]
- Konsensus Towarzyszy
- Kijas (analogiczne rozumowanie) – stosowane tam, gdzie brakowało jednoznacznego rozwiązania w Koranie i hadisach.
- Urf - zwyczaj ludzi w całym świecie muzułmańskim, jeśli nie jest sprzeczny z hierarchicznie wyższymi źródłami szariatu.[5]

## Rozwój i geografia

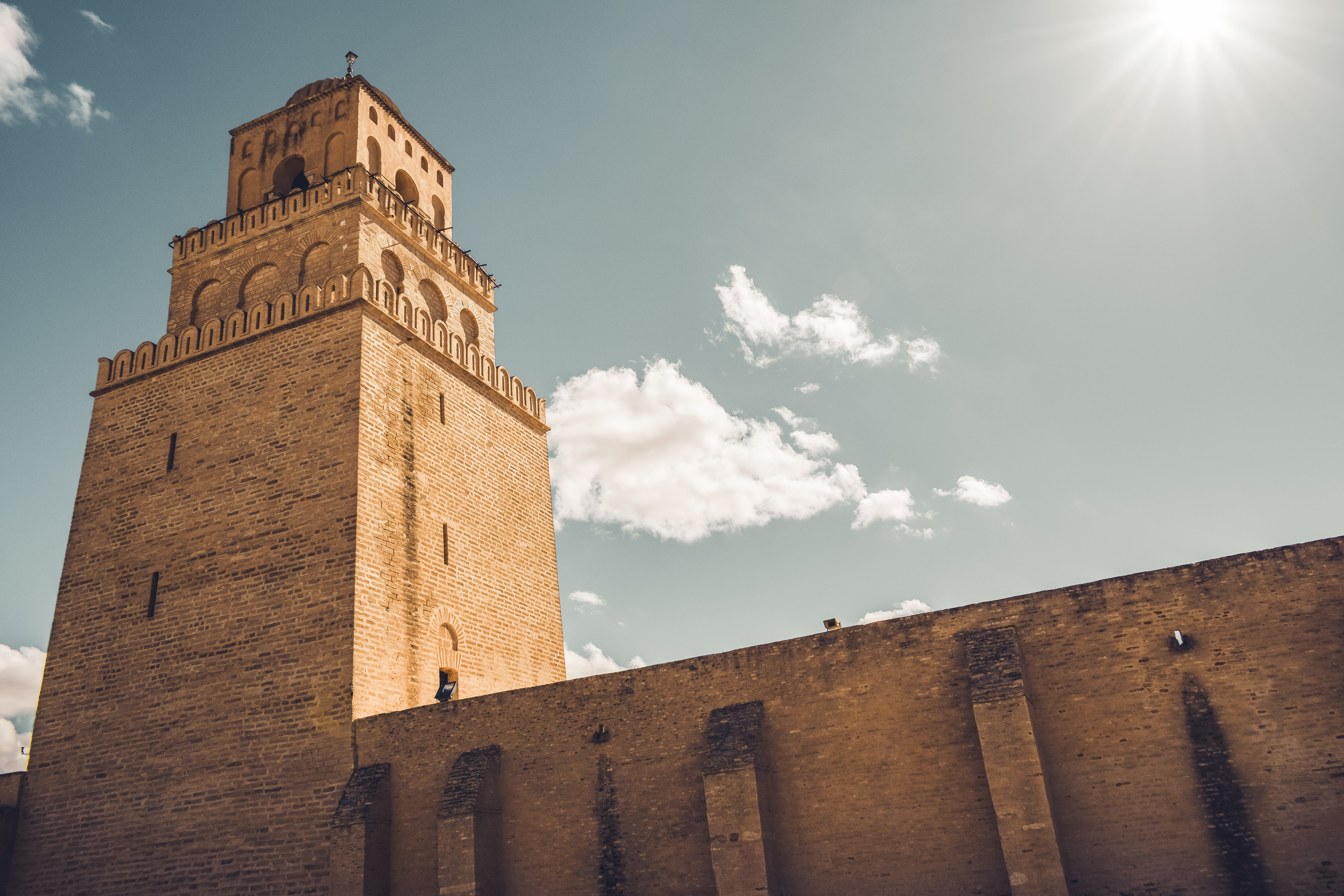
Meczet Sidi Ukby w Tunezji

Rozwój szkoły malikickiej zaczął się w VIII wieku wraz z praktyką (‘amal), która była stosowana głównie w Afryce Północnej. Rozprzestrzenianie się malikizmu przechodziło przez Egipt na zachód, aż do arabskiej Hiszpanii i Emiratu Sycylii, a największym ośrodkiem nauk malikickich był meczet Sidi Ukby w Tunezji (IX-XI w). Do dziś szkoła malikicka dominuje w większości krajów Afryki Północnej, takich jak:
- Maroko, gdzie malikizm jest oficjalnie uznawanym nurtem w systemie prawnym i religijnym [7]
- Algieria, Tunezja, Libia, gdzie szkoła malikicka wywarła znaczący wpływ na struktury sądownicze[8][9][10]
- Mauretania, jeden z najbardziej tradycyjnych ośrodków malikizmu[11]

Jest najważniejszą szkoła prawa również w krajach Afryki Zachodniej, takich jak Mali, Senegal i Nigeria, gdzie współistnieje z lokalnymi tradycjami.
Jej wpływy sięgają także Sudanu, Czadu i Gambii oraz niektórych regionów Zatoki Perskiej, takich jak Kuwejt czy Bahrajn. W wielu z tych państw malikizm odgrywa kluczową rolę w kształtowaniu współczesnych systemów prawnych, szczególnie w zakresie prawa rodzinnego i dziedziczenia.

## Historia
Malik ibn Anas, pochodząc z Medyny, czerpał inspirację z lokalnych tradycji prawnych. Mimo powodzenia w samej Medynie, na Wschodzie szkoła musiała konkurować z pozostałymi (szafi'itami, hanbalitami czy zahirytami). Poparcie Abbasydów zdobyła szkoła hanaficka. 
Szkoła malikicka odniosła największy sukces w Afryce Północnej, Zachodniej i w Andaluzji, gdzie była wspierana przez Umajjadów, jednak wraz z nadejściem Almohadów i Rekonkwisty jej wpływy w Hiszpanii osłabły.

## Cechy
Malikizm wyróżnia się dużą swobodą i zdolnością do adaptacji do lokalnych zwyczajów, jeżeli nie są one sprzeczne z zasadami islamu. Kładzie nacisk na zachowanie równowagi między zasadami religijnymi, a potrzebami wspólnoty. Kluczową cechą mazhabu jest uznanie praktyk mieszkańców Medyny (amal ahl-Madina) jako jednego z najważniejszych źródeł prawa, co jest uzasadniane tym, że Medyna była miejscem, w którym Mahomet nauczał i ustanawiał fundamenty wspólnoty muzułmańskiej (ummy). Jego pragmatyczne podejście sprawiło, że szkoła ta zyskała popularność w różnorodnych kontekstach kulturowych. Ważnym elementem jej tradycji jest także dbanie o dobro wspólne oraz unikanie skrajności w orzekaniu prawnym oraz możliwość dostosowywania prawa do zmieniających się okoliczności, np. w kwestiach finansowych, handlowych czy administracji publicznej ..